# روکاس باچیوسکا
روکاس باچیوسکا (انگلیسی: Rokas Baciuška؛ زادهٔ ۱۰ دسامبر ۱۹۹۹) راننده رالی اهل لیتوانی است.